# Corgatha ancistrodes
Corgatha ancistrodes är en fjärilsart som beskrevs av Turner 1936. Corgatha ancistrodes ingår i släktet Corgatha och familjen nattflyn. Inga underarter finns listade i Catalogue of Life.